# 加里斯 (大西洋比利牛斯省)
加里斯（法語：Garris，法語發音：[ɡaʁis]）是法国大西洋比利牛斯省的一个市镇，属于巴约讷区。

## 地理
加里斯（43°20'33"N, 1°3'40"W）面积3.13 平方千米，位于法国新阿基坦大区大西洋比利牛斯省，该省份为法国东南部省份，涵盖了贝阿恩与北巴斯克，西临大西洋比斯開灣，北至朗德省，东北接热尔省，东临上比利牛斯省，南与西班牙接壤。
与加里斯接壤的市镇（或旧市镇、城区）包括：阿芒德什-奥内什、吕克斯-桑贝罗特。
加里斯的时区为UTC+01:00、UTC+02:00（夏令时）。

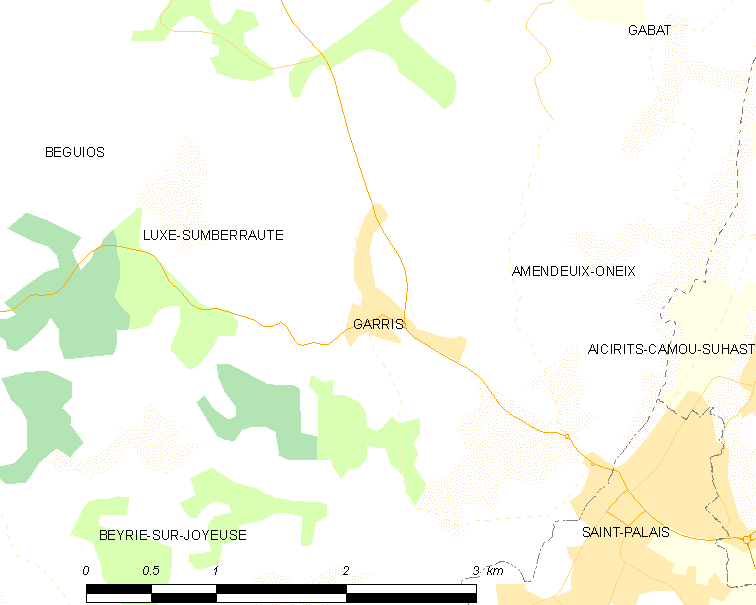
加里斯的OSM定位图

## 行政
加里斯的邮政编码为64120，INSEE市镇编码为64235。

## 政治
加里斯所属的省级选区为比达什地区-阿米库塞-奥斯蒂巴尔县。

## 人口

1962-2008年间加里斯人口变化图示

加里斯于2022年1月1日时的人口数量为317人。